# 뱌츠코예

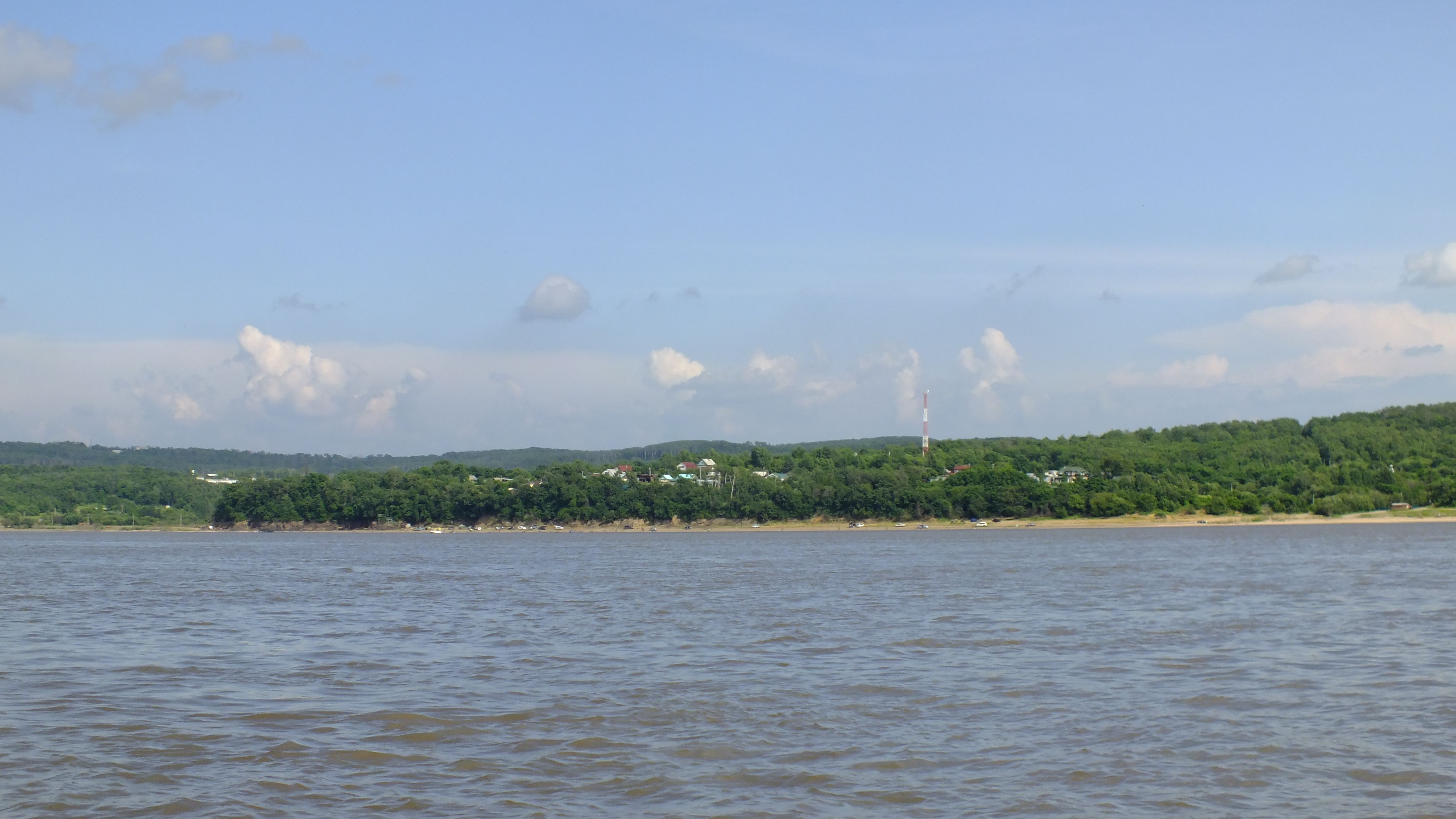

뱌츠코예(러시아어: Вя́тское)는 러시아 하바롭스크 지방의 작은 어업 마을이다. 하바롭스크에서 북동쪽으로 70 km가량 떨어진 아무르 강변에 위치해 있다. 조선민주주의인민공화국의 국방위원장을 지낸 김정일의 실제 출생지로 알려져 있으나 이는 사실이 아니고, 그가 유년기를 보낸
곳이다. 김정일은 1942년 8월 초 뱌츠코예에 88 국제여단이 창설되기 이전 김일성 부부가 하마탄(오늘날의 라즈돌노예) 마을의 남야영에 있을 때 출생했다. 김정일의 동생 슈라는 1944년 뱌츠코예에서 태어난 것이 맞으며, 1947년경 평양의 연못에서 익사한 것으로 알려져 있다.

## 같이 보기
- 아무르강
- 외만주
- 김일성
- 88 국제 여단 (소비에트 연방)